# 正拳突き

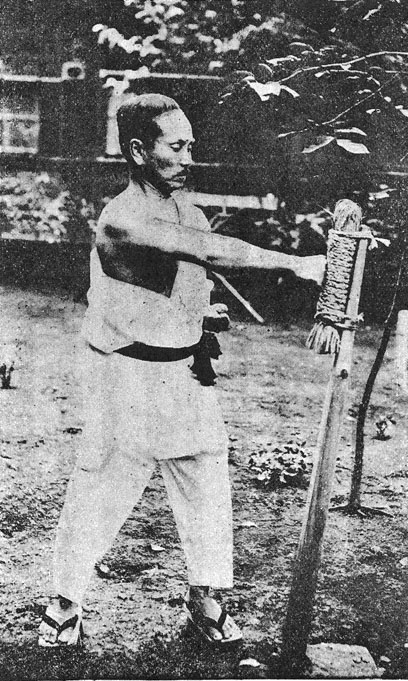
巻藁を突く船越義珍

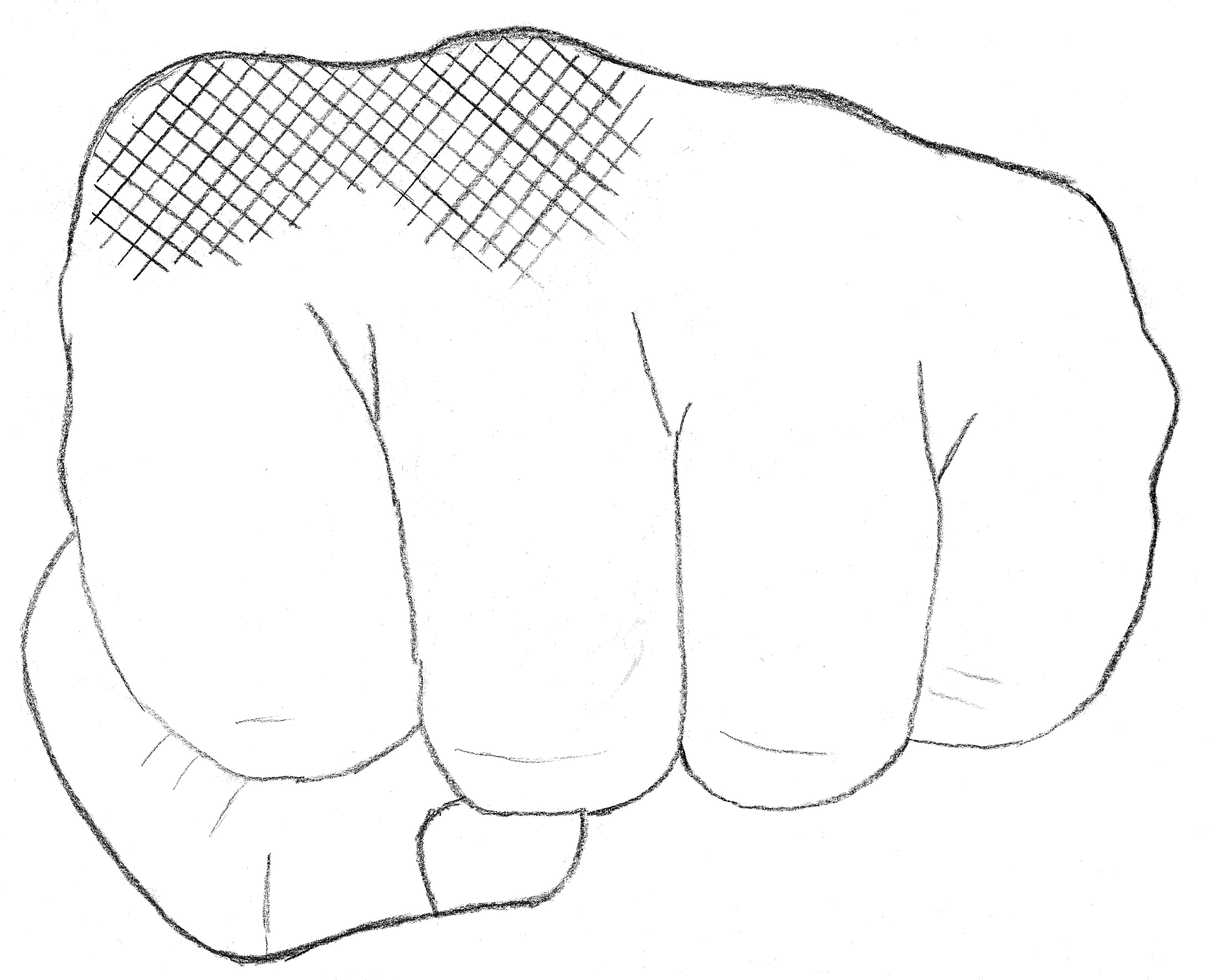
正拳：甲上向きで罫線部の拳頭（前面）を当てる

正拳突きの反復練習（空突き）

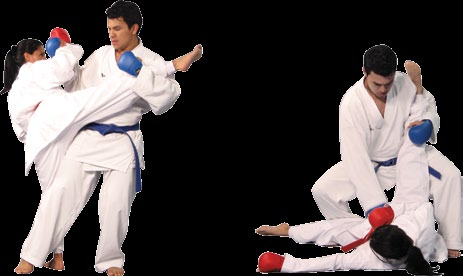
蹴る相手の軸足を払い、倒した相手に「下段突き」

正拳突き（せいけんづき）とは、空手・拳法など徒手の打撃系格闘技・武術・武道で使われる突き技の一種であり、正拳で対象を突く技。正突きとも呼ぶ。突き技の基本とされ、また多用される技である。

## 使用部位
正拳突きには拳（こぶし）を握り固めたとき、人差指と中指の根本部の関節（指の先端から3番目の関節部、拳頭と呼ぶ部位、大拳頭ともいう）の前側を用い、拳の手の甲側を上（手のひら側は下）に向けた形の拳（すなわち正拳）で打撃対象に当てるのが正拳突きである。拳頭の背部や指のその他の関節部を使用するものは正拳突きには含まれない。

## 技の出し方
空手の基本動作では、構えの姿勢から突く側の拳を脇の下（または胸部の横位置）まで引き（これを引き手と呼び、この時の拳の手甲部は下向きになる）、同時に突き手と逆側の手は正拳を前に出した形もしくは受けの形をとる。
引き手とした拳を腰の回転を切り返しつつ（腰を入れるという）、対象までまっすぐ突き出すが突き出した時は拳の手甲部は上向きとなる（突く動作と同時に逆側の手は脇の下に引き手を取る）。つまり、正拳突きは引き手位置から拳を180度の螺旋回転を加えながら目標に到達させる動作である。この一連の動作を瞬時に行えるように反復練習をする。
なお、突いた時に正拳突きとは逆に拳の手甲部が下向きになるものは裏突きと呼び区別される。
また、基本練習や型で使われる場合と、組手・試合などで使われる場合は動作がやや異なる。すなわち基本動作はより大きく長く使い、組手・試合ではそれよりも短くより迅速に使われる傾向がある。
正拳突きの威力は腰の回転力と拳の螺旋回転の力を正確に拳頭に集中してヒットさせた時に生じる。組手や試合あるいは実戦の際には、これに出足や重心移動にともなう力も加えられることになる。型や仕組みは異なるが、ボクシングのコークスクリュー・ブローと同じ原理である。

## 正拳突きの種類

### 対象部位の位置による区別
- 上段突き - 相手の頭部や顔面などの上段を突く場合。
- 中段突き - 相手の胸部・腹部・脇腹などの中段部位を突く場合。
- 下段突き - 臍より下方の低い位置や身を伏せたり倒れた相手を突く場合。

### 前足への順逆による区別
- 正拳順突き - 加撃の際に踏み出した足（前足）と同じ側の拳を突く場合。相手を追いながら使うため、追い突きとも呼ぶ。
- 正拳逆突き - 加撃の際に踏み出した足（前足）と反対側の拳で突く場合。追い突きの間合いよりも相手との距離が詰まった時に使われ、相手を引き込みカウンター気味に使うこともできる。

以上の区別は概念上のもので、実際には正拳上段順突き・正拳中段逆突きなどのように表現される技となる（正拳上段突きや中段逆突きのような省略表現も使われる）。

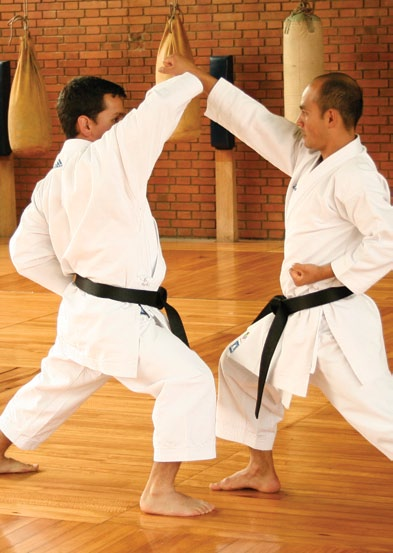
写真1a：「右上段追い突き」を右揚げ受けに防ぐ
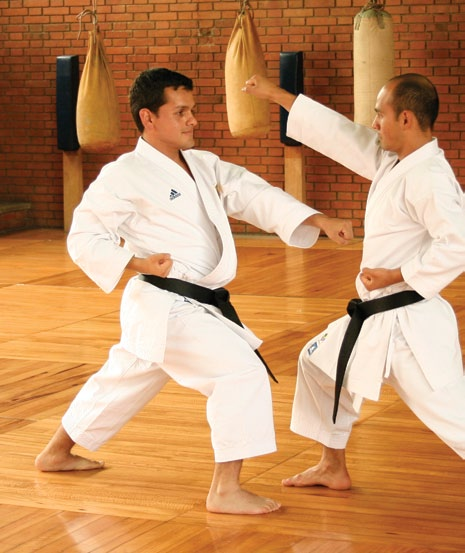
写真1b：受けたその場で「左中段逆突き」を返す
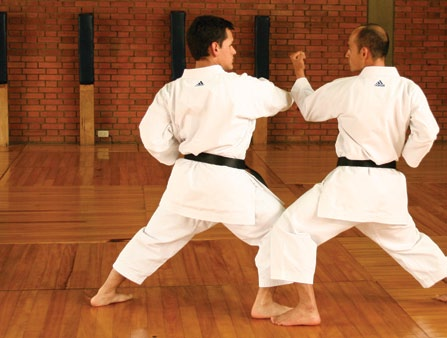
写真2a：「逆突き」（相手の中段突きを左腕受け）
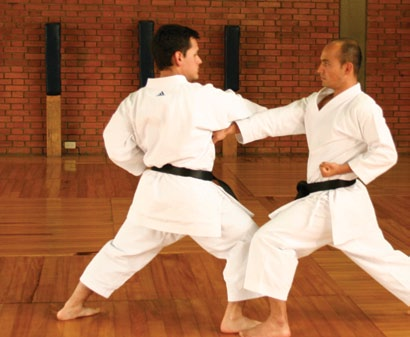
写真2b：「逆突き」（受けた位置で「右中段逆突き」）

## 正拳突きの応用

### 古武術・伝統派空手
この正拳突きの動作は空手の源流である唐手（トゥデー）の型の場合、そのままトンファーやサイなど琉球古武術の武器を使う動きにもつながる。
伝統派空手の刻み突き、正拳突きは演武などで板や瓦、ブロックを割る場合（試割り）にも使われる。

### 直接打撃制格闘技
フルコンタクト系のうち、顔面ありの直接打撃制ルールの種目の場合は顔面ガードの位置やアップライトの構えから使われる事も多く、90度回転であったり引き手を取らないケースが多いために見た目パンチ技と区別が付かないこともある。フルコンタクト空手・グローブ空手などでは、いわゆるストレートパンチを正拳突きと呼ぶことも多い。